# 章增
章增，浙江瑞安人，是一名明朝政治人物。
章增曾于1444年接替王琚任华亭县知县一职，1443年由李希容接任。